# سیارک ۱۷۳۰۵
سیارک ۱۷۳۰۵ (به انگلیسی: 17305 Caniff، نامگذاری:4652P-L) هفده هزار و سیصد و پنجمین سیارک کشف شده‌است که در ۲۴ سپتامبر ۱۹۶۰ کشف شد.